# ピアノで名曲を〜バッハからプロコフィエフまで〜
『ピアノで名曲を 〜バッハからプロコフィエフまで〜』（ピアノでめいきょくを バッハからプロコフィエフまで） は、教育テレビの「NHK趣味百科」（現・趣味悠々）の中で放送されたテレビ番組である。

## 概要
モスクワ音楽院教授のヴェーラ・ゴルノスターエヴァを講師に迎え、9歳から33歳という幅広い年齢の生徒たちがクラシックの名曲をレッスンする。

## 放送日時
- 1994年10月3日 - 12月26日（全13回）
  - 毎週月曜日 21:25 - 21:55
  - 毎週火曜日 14:30 - 15:00（再放送）

## 放送内容
| 放送回 | タイトル               | 生徒       | 楽曲                                                                                     |
| ------ | ---------------------- | ---------- | ---------------------------------------------------------------------------------------- |
| 1      | バッハを弾く           | 鈴木弘尚   | トッカータ ホ短調 BWV914                                                                 |
| 2      | モーツァルトを弾く     | 粟田輝     | ピアノ協奏曲 イ長調 K.488から 第2楽章                                                    |
| 3      | ベートーベンを弾く     | 後藤正孝   | ソナチネ ヘ長調 WoO.50 バガテル ト短調 作品119-1                                         |
| 4      | シューベルトを弾く     | 向井小百合 | 即興曲 変イ長調 作品90-4                                                                 |
| 5      | ショパンを弾く         | 馬場みさき | ワルツ 嬰ハ短調 作品64-2 エチュード ハ短調 作品10-12「革命」                             |
| 6      | シューマンを弾く       | 上原ひろみ | 幻想小曲集 作品12から第2曲「飛翔」、第3曲「なぜに」                                      |
| 7      | リストを弾く           | 上原彩子   | 愛の夢 第3番 忘れられた円舞曲 第1番                                                      |
| 8      | ブラームスを弾く       | 石坂慶彦   | ラプソディー ロ短調 作品79-1                                                             |
| 9      | チャイコフスキーを弾く | 川村友乃   | 四季 作品37bから「10月：秋の歌」、「11月：トロイカ」                                     |
| 10     | ドビュッシーを弾く     | 花田玲子   | ベルガマスク組曲から「月の光」 前奏曲集 第1巻から「ミンストレル」                        |
| 11     | スクリャービンを弾く   | 柴田佳江   | 左手のための前奏曲 嬰ハ短調 作品9-1 エチュード 嬰ハ短調 作品42-5                         |
| 12     | ラフマニノフを弾く     | 鍋野美帆   | 幻想的小品集から「前奏曲」作品3-2                                                        |
| 13     | プロコフィエフを弾く   | 長川晶子   | 「ロメオとジュリエット」からの10の小品 作品75から第6曲：モンタギュー家とキャピュレット家 |